# Gamaliel Guerra Seura
Gamaliel Guerra Seura (Aguas Blancas, Antofagasta, Chile, 28 de mayo de 1906 - Santiago de Chile, 22 de junio de 1988), también conocido como Gamelín Guerra, fue un músico y trovador chileno.

## Biografía
Nació el 28 de mayo de 1906, en la oficina salitrera Pepita (norte de Chile, entre Antofagasta y Tal-Tal). Fue maquinista del Ferrocarril de Antofagasta a Bolivia, luego se trasladó a Santiago y trabajó por cinco años en la línea de autobuses Manuel Montt - Población Bulnes, hasta que en 1938 volvió a Antofagasta.
Es el autor de la canción En Mejillones yo tuve un amor, tema compuesto en 1940 y musicalizado en ritmo fox-trot. Esta canción pasó a formar parte del repertorio de la canción popular chilena, y ha ayudado además al reconocimiento del puerto de Mejillones. Además, Guerra fue autor de "Antofagasta dormida", un fox melódico que hacía referencia a la escasa vida nocturna de la ciudad luego de la crisis de salitre. La revista En Viaje, sobre la base de una entrevista a Guerra, explicaba ambas composiciones:
"Antofagasta dormida es su visión después de muchos años de ausencia, y En Mejillones tuve un amor, un episodio de las celebraciones de San Pedro con las carreras de botes, en esa playa poblada de chicas de ojos azules."
En Mejillones yo tuve un amor fue interpretada por diversos músicos chilenos, entre ellos los hermanos Roberto y Lalo Parra  y, más recientemente, por el trío Ángel Parra.
Falleció el 22 de junio de 1988 en la ciudad de Santiago. Sus restos mortales descansan actualmente en un lugar destacado del cementerio de la ciudad de Mejillones.
En 1994 la Sociedad Chilena del Derecho del Autor (SCD) publicó la primera edición del libro Los Autores Chilenos más populares, en la cual se destaca esa canción como una de las de mayor popularidad en Chile.